# Sammelkartenspiel

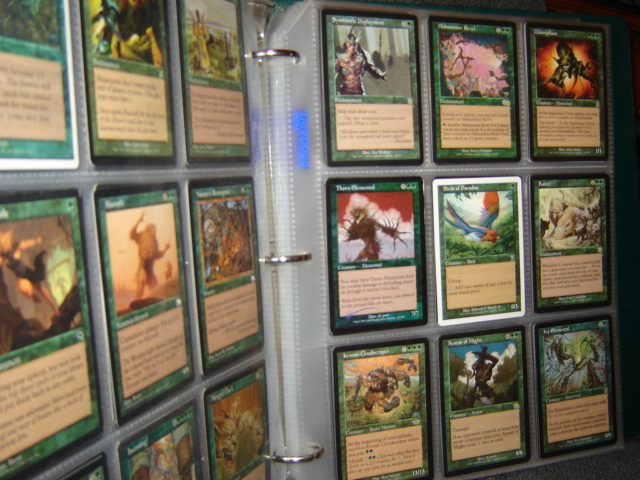
Karten des Fantasy-Sammelkartenspiels „Magic: The Gathering“

Ein Sammelkartenspiel (auch Trading Card Game, kurz TCG, oder Collectible Card Game, kurz CCG) ist ein Kartenspiel. Im Gegensatz zu Kartenspielen wie Skat (sogenannter Skatsatz aus 32 Karten) oder Bridge (52 Kartensatz) existiert kein fest vorgegebener Kartensatz und kein allgemeines Regelwerk. Jeder Spieler stellt sich einen Kartensatz (Deck) aus gesammelten Karten selber zusammen und tritt damit gegen andere Spieler an. Karten können je nach Spiel gekauft, gehandelt, getauscht, gewonnen oder gesammelt werden. Die Spielregeln eines Spiels werden vom Anbieter festgelegt.

## Spielprinzip
Sobald Spieler einen Kartensatz (Deck) zusammengestellt haben wählen sie aus diesem Deck passende Karten für ein Spiel aus (Starthand) und treten gegeneinander an. Auswahl und Größe einer Starthand hängt von den jeweiligen Spielregeln ab und ist meist zufallsbasiert. Die Spielregeln von Sammelkartenspielen sind nicht einheitlich. Die Regeln und Mechaniken werden oft mit vorhandenen Spielen verbunden, wie einer Fantasy- oder Sport-Thematik. Spielregeln können unterschiedlichste Spielmechaniken enthalten wie Stichspiele, Aufbau von „Welten“ oder „Schaden“ an einen Gegner austeilen (Punkte von einem Konto abziehen, bis einer bei 0 verloren hat).

## Kartensammlung
Die Karten, die ein Spieler besitzt, bilden die Grundlage für seinen Spielstil. Sie sind meist mit Motiven, Bildern, Texten oder Fotos versehen sowie Informationen über den Wert einer Karte im Spiel und ihrer Seltenheit. Seltene Karten besitzen meist bessere Werte und sind von Spielern begehrt.
In einem Sammelkartenspiel existieren meist mehrere hundert verschiedene Karten, die vom Anbieter gekauft werden können. Sie werden in unterschiedlichen Häufigkeiten in vorgefertigten Spieleinheiten (Starter genannt) und in Packungen mit (mehr oder weniger) zufälliger Kartenzusammenstellung (so genannte Booster mit zum Beispiel 5 oder 10 Karten) angeboten. Für den Handel werden so genannte Boxen oder Displays produziert, die eine größere Zahl Booster enthalten (zum Beispiel 50 oder 100).
Um sämtliche Karten zu bekommen, oder zumindest diejenigen, die man braucht, muss der Spieler sie sammeln (englisch: collect), handeln (englisch: trade) oder tauschen. Dies führt dazu, dass im Vergleich zum klassischen Sammelbilderproblem wesentlich mehr Karten gekauft werden müssen, um die Sammlung zu vervollständigen.
Damit die Karten durch die Benutzung, Transport oder Lagerung nicht verschleißen, werden sie in der Regel mit Kartenhüllen geschützt und in Sammelalben oder Kartenboxen gelagert.
Um den Wert und die Echtheit von Karten zu bestätigen, gibt es Firmen die einen Bewertungs-Service anbieten und die Karten mit einem Nachweis der Bewertung in Grading Cases verschließen.

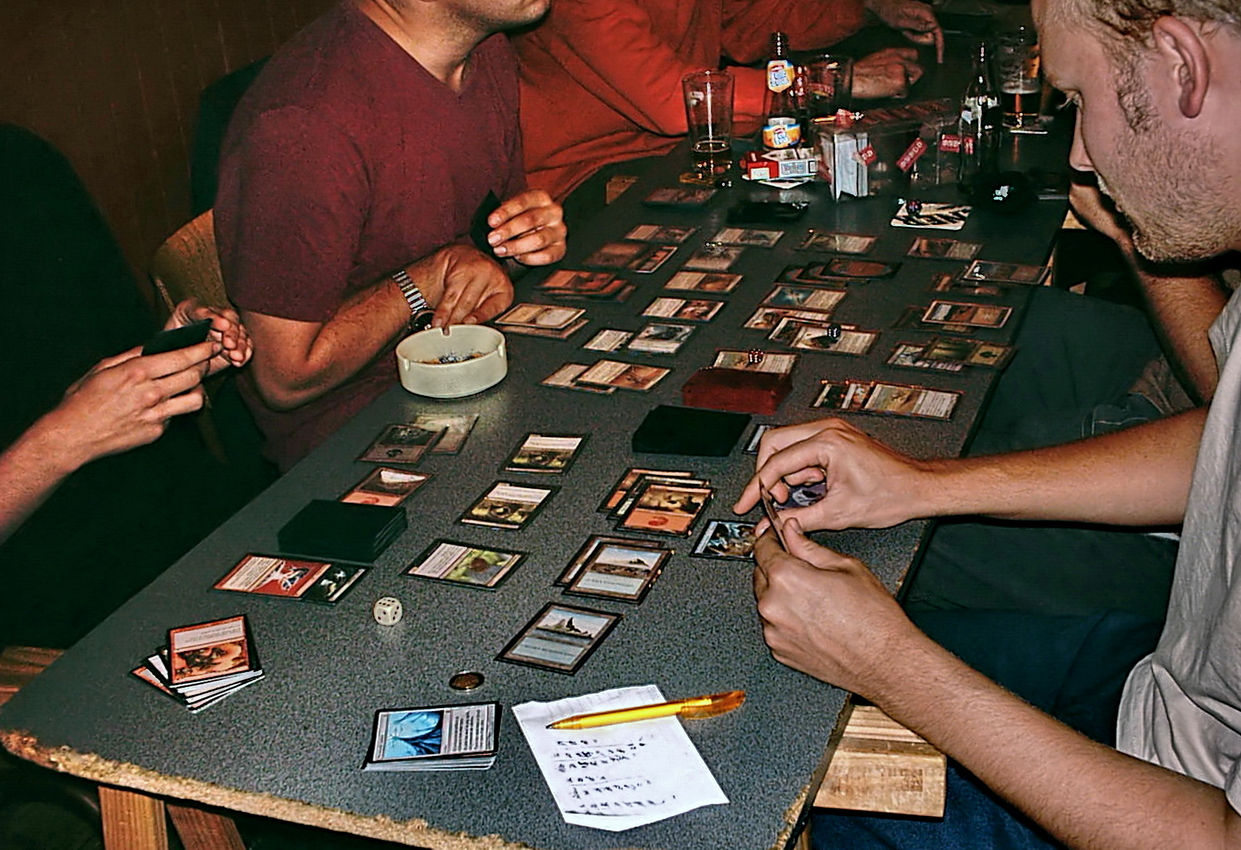
Spieler vor ihren Decks

## Bedeutung
Die große Popularität der Sammelkartenspiele hat dazu geführt, dass sowohl die ihnen zugrundeliegenden Themen in ihrer Vielfalt zugenommen haben (über das Fantastische hinaus) als auch sich nicht sammelbare Abwandlungen entwickelt haben, sowie sammelbare Spiele mit anderen Elementen (Diskwars mit Scheiben als sammelbaren Spielfiguren, Tabletop-Spiele mit sammelbaren Miniaturen oder Sammelwürfelspiele).
Sammelkartenspiele werden auch digital umgesetzt, so dass Spieler online gegeneinander antreten können, oder rein für das Onlinespiel entwickelt. Einer der bekanntesten Vertreter ist „Hearthstone: Heroes of Warcraft“ des Entwicklers Blizzard Entertainment.
In den letzten Jahren hat jedoch nicht nur die Bedeutung der Sammelkartenspiele als solches zugenommen: Sammelkarten werden vermehrt auch als Geldanlage genutzt. Dies ist nicht zuletzt der gestiegenen Nachfrage und begrenzten Auflage von alten Karten zu verdanken, deren Wert über die Jahre stark gestiegen ist. Besonders gesuchte Karten können dabei Preise im hohen fünf- oder sechsstelligen Bereich erzielen.

## Bekannte Sammelkartenspiele

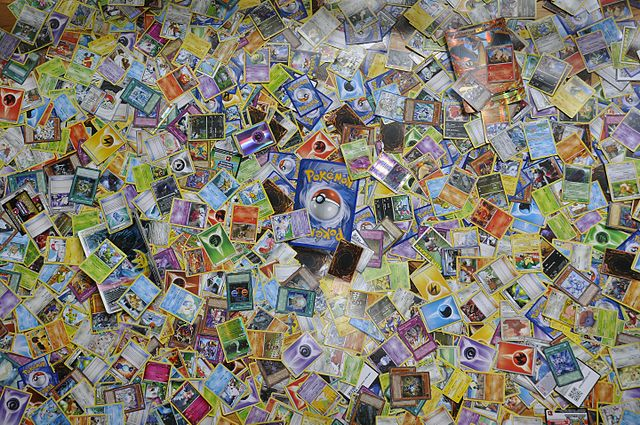
Pokémon-Sammelkarten

Eines der bekanntesten und auch das erste weit verbreitete Sammelkartenspiel ist das von Richard Garfield entwickelte und 1993 erschienene Magic: The Gathering. Es hat eine große Welle von Nachahmern nach sich gezogen und das Genre in seiner heutigen Form begründet. Weitere populäre Vertreter sind Pokémon und Yu-Gi-Oh!. Das Yu-Gi-Oh! Trading Card Game ist mittlerweile zum größten Sammelkartenspiel der Welt geworden und stellt regelmäßig Teilnahmerekorde auf Turnieren auf. Das erste deutsche Sammelkartenspiel war Dark Force, basierend auf dem deutschen Rollenspielsystem Das Schwarze Auge.
Zu vielen Anime oder Manga werden Sammelkartenspiele produziert, wie zum Beispiel für One Piece, Inu Yasha oder Beyblade. In den USA werden inzwischen zu fast allen Genres Sammelkartenspiele produziert. So gibt oder gab es Kartenspiele zu erfolgreichen Kinofilmen (zum Beispiel Herr der Ringe, Star Wars oder Star Trek); zu Fernsehserien wie Buffy – Im Bann der Dämonen, Babylon 5, Akte X oder Star Trek; zu Sportthemen (World Wrestling Entertainment); zu bekannten Comic-Helden; zu populären Romanen (Illuminatus!-Trilogie); oder in Anlehnung an Rollenspiele (Warlord, Legend of the 5 Rings, Vampire, Shadowrun etc.). In Japan und den USA ist das Sammelkartenspiel zu .hack ebenfalls sehr erfolgreich. Wenn sich keine kommerziellen Erfolge einstellen, werden Spiele auch schnell wieder vom Markt genommen. So erging es zum Beispiel dem Sammelkartenspiel zu Akte X, da die Lizenzkosten für die Rechte zu hoch waren. Da Lizenzen für Filme und Fernsehserien meist nur befristet sind, kann ein Spiel aber auch bei kommerziellem Erfolg eingestellt werden, wenn die Lizenz ausläuft und ein anderer Hersteller die Lizenz erhält. Wenn dieser dann nicht die Rechte für das Spielkonzept erhält oder will, sind die Spiele nicht kompatibel zueinander, wie z. B. beim Star-Wars-CCG von Decipher und dem Star-Wars-TCG von Wizards of the Coast, oder dem Herr-der-Ringe-TCG von Decipher und dem Middle-earth Collectible Card Game von ICE.
In Deutschland gibt es seit 2008 vermehrt Sammelkartenspiele zur deutschen Fußball-Bundesliga. Das bekannteste ist Match Attax. Es gibt auch zu Weltmeisterschaften und zur Champions League Sammelkartenspiele.
Für einige Spiele wie zum Beispiel Magic: The Gathering sind eigene Hintergrundgeschichten und Spielwelten entwickelt worden, sodass sie nicht von Lizenzen abhängig sind. So auch das deutschsprachige Spiel Behind, welches Elemente von Sammelkartenspiel, Rollenspiel und Tabletop verbindet.
Die Kartenspiele sind für mindestens zwei Spieler ausgelegt. Viele, wie beispielsweise Magic: The Gathering, können auch mit mehreren Spielern gespielt werden.